# 洛桑 (科英布拉區)
40°7′N 8°15′W / 40.117°N 8.250°W

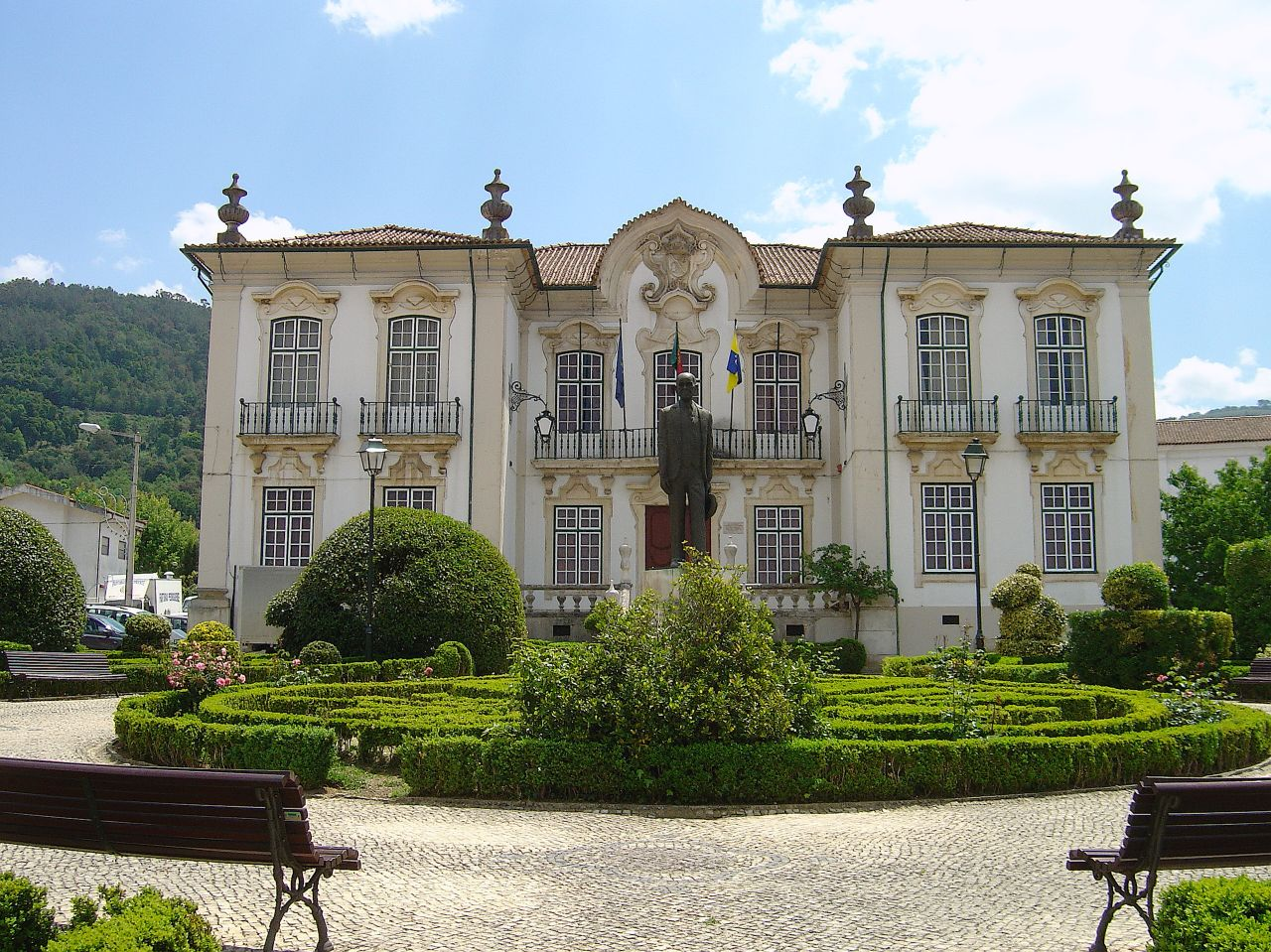

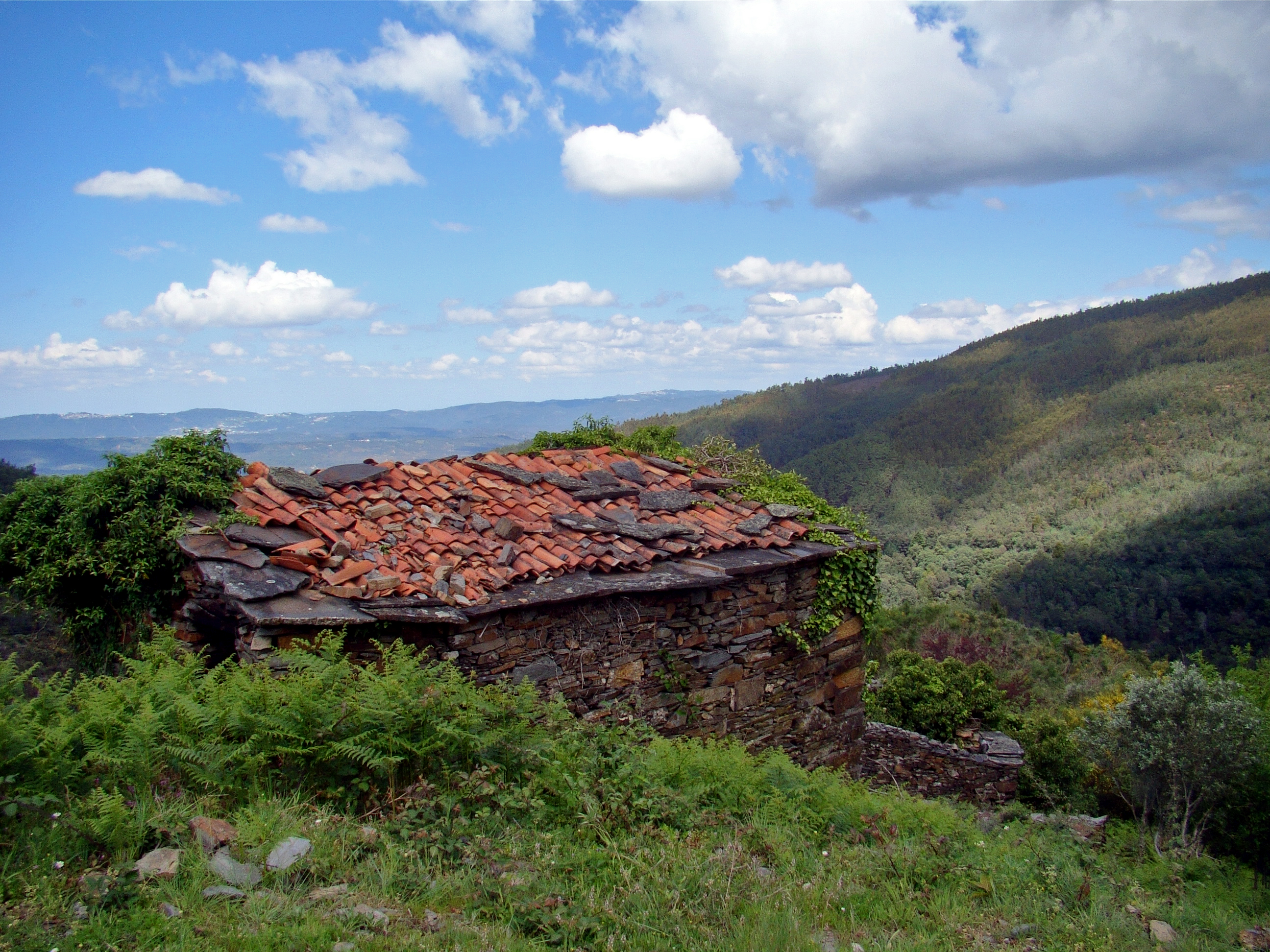

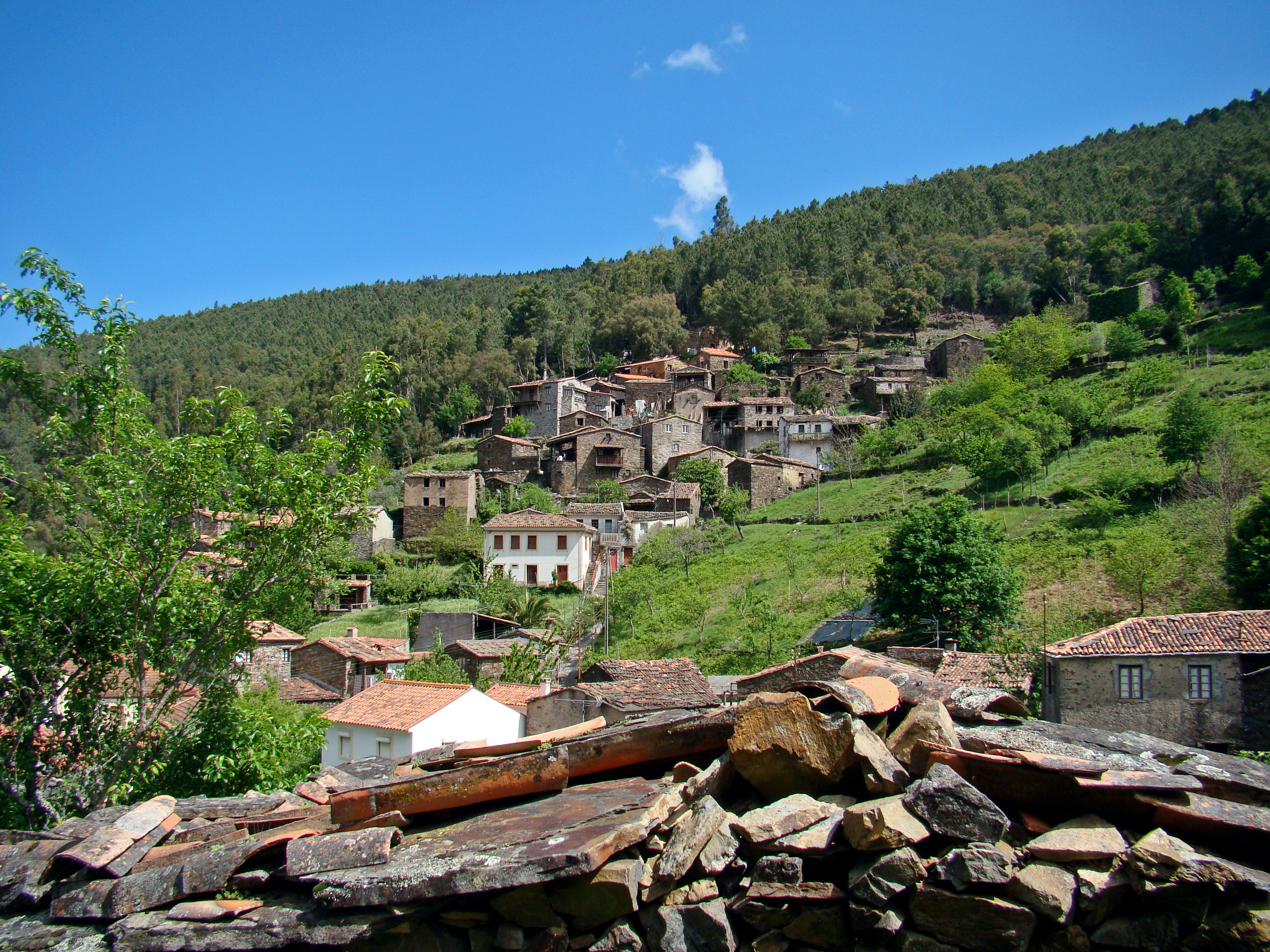

洛桑（葡萄牙語：Lousã），是葡萄牙的城鎮，位於該國中部，由科英布拉區負責管轄，始建於1513年，面積138.4平方公里，2011年人口17,604，該城鎮人口密度每平方公里127.2人。

## 友好城市
- 法國 普拉德